# اسپرس ترکمنستانی
اسپرس ترکمنستانی، اسپرس گلستانی (نام علمی: Onobrychis sintenisii) نام یک گونه از سرده اسپرس است.